# 竹内郁夫
竹内 郁夫（たけうち いくお、1927年4月21日 - ）は、日本の植物学者、京都大学名誉教授。元岡崎国立共同研究機構機構長。
専門は、細胞性粘菌。細胞が分化していく過程を追う方法を国内で定着させ、発生生物学に大きく貢献している。

## 経歴
兵庫県出身。1950年大阪大学理学部卒。プリンストン大学大学院修了。
- 1967年 京都大学理学部教授
- 1989年 京大を退任し[5] 、岡崎国立共同研究機構基礎生物学研究所長[6]
- 1995年
  - 岡崎国立共同研究機構機構長[6]
  - 日本植物学会会長
- 1996年 細胞性粘菌の研究により、南方熊楠賞受賞[2]
- 2005年 瑞宝中綬章を受章[7]